# Allende (meteoriet)

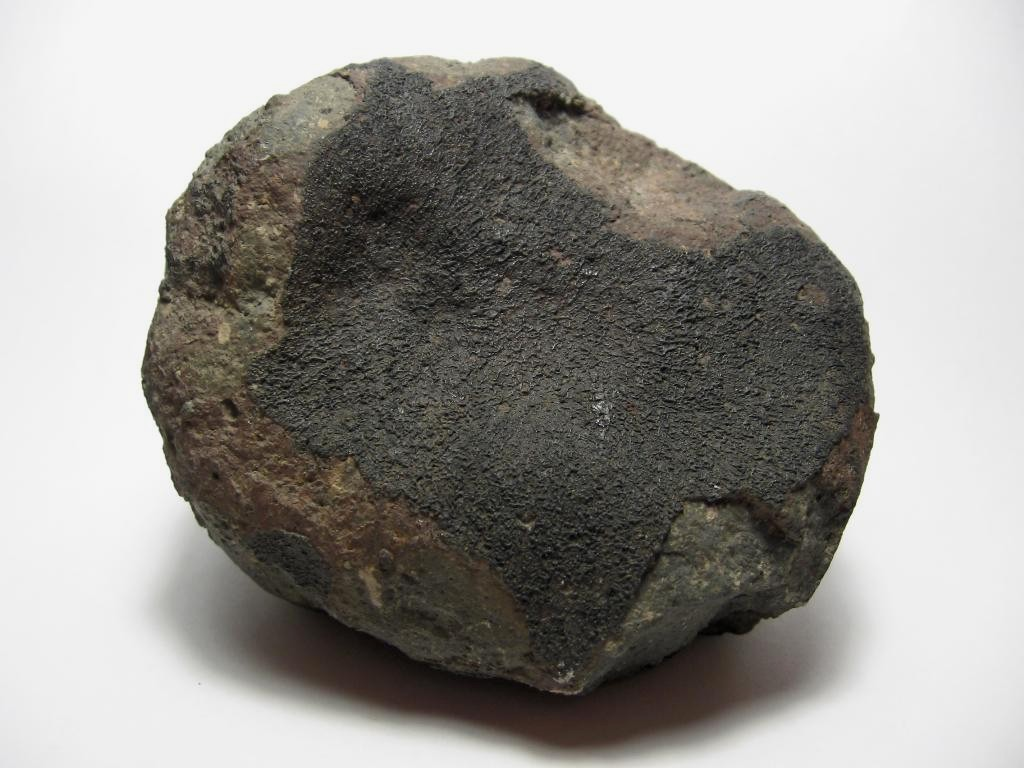
Een deel van de meteoriet, doorsnede ongeveer 10 cm.

Allende is een meteoriet die op 8 februari 1969 insloeg nabij het Mexicaanse dorp Pueblito de Allende in de deelstaat Chihuahua. De meteoriet, die oorspronkelijk een massa van meerdere tonnen moet hebben gehad, spatte uit elkaar voor hij de grond bereikte. Het resterende materiaal werd verspreid over een gebied van ruim honderd vierkante kilometer.
Allende is een zogeheten koolstof-chondriet (carbonaceous chondrite): behalve koolstofhoudende chondrules bevat een koolstof-chondriet ook koolstof buiten deze chondrules. Voor het grootste deel echter bestaat Allende uit 24% ijzer in een matrix van olivijn. Mede doordat Allende neerkwam in een tijd dat interplanetair onderzoek in opkomst was en meetmethoden ook een sterke ontwikkeling doormaakten, is Allende wellicht de best bestudeerde meteoriet tot nu toe.
Opvallend aan Allende zijn onder meer de afwijkende isotoop-verhoudingen (relatieve abundantie), die anders zijn dan wat men aantreft op de Aarde, de Maan en in andere meteorieten. Omdat het materiaal van de meteoriet zeer oud is, zouden deze verhoudingen informatie kunnen geven over processen die hebben plaatsgevonden vóór de vorming van het zonnestelsel.
De Pb-Pb (lood-lood) isochron ouderdom van CAI SJ101 van de Allende meteoriet is 4567,18 ± 0,50 Ma (miljoen jaar).